# Karol (książę Viany)
Karol, książę Viany (ur. 29 maja 1421, zm. 23 września 1461) – nominalny król Nawarry (1441–1461, nazywany wówczas Karolem IV), książę Viany (1423-1441).

## Życiorys
Syn króla aragońskiego Jana II i Blanki, córki i spadkobierczyni króla Nawarry, Karola III Szlachetnego.
Był odsuwany przez ojca od rządów w Nawarze, choć korona Nawarry według prawa należała do niego. Gdy jego ojciec ożenił się powtórnie i doczekał się syna (przyszłego Ferdynanda Aragońskiego), Karol wszczął w 1452 roku bunt. Został jednak pokonany i uwięziony i to mimo stworzenia w królestwie własnego stronnictwa (tzw. beamontès) oraz poparcia udzielonego mu przez króla Kastylii Jana II. Gdy w 1458 jego ojciec został (po śmierci swego brata) królem Aragonii Karol został uwolniony pod warunkiem nie przyjmowania tytułu królewskiego do śmierci jego ojca. Nie przyjął proponowanych mu rządów w Neapolu i Sycylii i za zgodą ojca w 1459 roku wrócił do Nawarry. Wkrótce jednak na nowo popadł w konflikt z Janem, gdy rozpoczął starania o rękę Izabeli Kastylijskiej. Król Aragonii planował ożenić z Izabelą swego młodszego syna, Ferdynanda. Uwięził więc ponownie Karola, choć tym razem przeciwko władcy wystąpili Katalończycy, a później pozostałe prowincje państwa, co zmusiło Jana do ustępstw. Uwolnił on wkrótce Karola, nadał mu gubernatorstwo Barcelony i uznał swym spadkobiercą. Niedługo potem książę zmarł niespodziewanie w Barcelonie (23 września 1461), nie bez podejrzeń wobec jego macochy, która torowała w ten sposób drogę do tronu swemu synowi.